# La Chapelle-Thouarault
La Chapelle-Thouarault (en bretó Bredual) és un municipi francès, situat a la regió de Bretanya, al departament d'Ille i Vilaine. L'any 2006 tenia 2.021 habitants. Limita al nord-oest amb Breteil, al nord-est amb Saint-Gilles, a l'oest amb Montfort-sur-Meu, a l'est amb L'Hermitage, al sud amb Cintré i al sud-est amb Mordelles.

## Demografia
| Evolució de la població INSEE |      |      |      |      |      |      |      |      |
| 1793                          | 1800 | 1806 | 1821 | 1831 | 1836 | 1841 | 1846 | 1851 |
| 499                           | -    | -    | -    | -    | -    | -    | -    | -    |

| 1856 | 1861 | 1866 | 1872 | 1876 | 1881 | 1886 | 1891 | 1896 |
| ---- | ---- | ---- | ---- | ---- | ---- | ---- | ---- | ---- |
| 569  | -    | -    | -    | -    | -    | -    | -    | -    |

| 1901 | 1906 | 1911 | 1921 | 1926 | 1931 | 1936 | 1946 | 1954 |
| ---- | ---- | ---- | ---- | ---- | ---- | ---- | ---- | ---- |
| -    | 541  | -    | -    | -    | -    | -    | 458  | -    |

| 1962 | 1968 | 1975 | 1982 | 1990 | 1999 | 2006 | 2011 | 2016 |
| ---- | ---- | ---- | ---- | ---- | ---- | ---- | ---- | ---- |
| 419  | 451  | 792  | 1566 | 1975 | 1915 | -    | -    | -    |

| 2019 | - | - | - | - | - | - | - | - |
| ---- | - | - | - | - | - | - | - | - |
| -    | - | - | - | - | - | - | - | - |

## Administració
| Període   | Identitat            | Partit |
| --------- | -------------------- | ------ |
| 1975-1977 | Roger Beaulieu       |        |
| 1977-1995 | Alfred Trinquart     |        |
| 1995-2001 | Robert Beaudrier     |        |
| 2001-     | Jean-François Bohuon |        |